# 조지 거슈윈
조지 거슈윈(George Gershwin, 1898년 9월 26일 ~ 1937년 7월 11일)은 현대 음악이라 불리는 20세기 전반에 있어서 미국적인 성격과 수법을 가장 잘 발휘시켰다는 평가를 받는 작곡가이다. 그는 가난한 유대계의 러시아 이민 장사꾼의 아들로 미국 뉴욕 브루클린에서 태어났다.

## 생애

### 어린 시절
10세때 우연히 바이올린소리를 들어 형의 피아노를 사용하며 처음으로 음악공부를 시작하였으며 13세엔 화성학을 공부하였다. 16세에는 고등학교를 중퇴하고 뉴욕에 있는 리믹 악보 출판사의 피아니스트로서 손님들에게 피아노를 쳐 주었다. 19세때는 극장의 쇼와 같은 곳에서 일한 적도 있었는데, 21세 때 뮤지컬 코미디 라 라 루실(La La Lucille)을 창작하여 크게 성공하였다. 그리고 같은 해에 작곡한 작품 스와니 강(Swanee)은 인기가 상당히 높아서 악보가 100만부가 팔리고 레코드도 225만 장이나 팔렸을 정도로 인기를 끌었다.

### 작곡가로서의 군림
당시 '재즈의 왕'이라 불리던 폴 화이트먼이 거슈윈의 재능을 인정하고 '심포닉 재즈'를 작곡할 것을 권하였다. 그 후, 마침내 《랩소디 인 블루》를 1924년에 작곡하여 많은 칭찬과 인기를 얻었으며, 악단에 데뷔하기도 하였다. 거슈윈은 화성학을 다시 공부하였는데, 순음악의 방면에는 지식이 부족했기 때문이라고 한다. 뉴욕 교향악단에서 그에게 협주곡을 부탁했기 때문에 고전 형식을 공부해 가며 작곡을 했다. 1925년 봄에 그는 파리를 여행한 적이 있는데, 그 곳에서 영감을 얻고, 《파리의 미국인》란 작품을 발표하여 큰 센세이션을 일으켰다. 1935년에는 오페라 《포기와 베스》를 작곡하여 절찬을 받았다.

### 사망
그는 1937년 뇌종양으로 수술을 받던 중 사망했다. 그의 무덤은 웨스트체스터 힐즈 공동묘지(Westchester Hills Cemetery)에 있다. 평생 독신이었던 거슈윈은 작사가인 형 아일러와 단란하게 살면서 부모와 친척도 잘 돌보았다고 한다. 취미는 그림을 그리는 것으로, 1960년에 회고전(回顧展)이 개최되었을 정도로 전문가 솜씨였다.

## 주요 작품

### 관현악곡
- 파리의 미국인 (An American in Paris)(1928)
- 쿠바 서곡(Cuban Overture)(1932)

### 협주곡
- 랩소디 인 블루 (Rhapsody in Blue)(1924)
- 피아노 협주곡 F 장조 (Piano Concerto in F major)(1925)
- 두 번째 랩소디 (Second Rhapsody)(1931)

### 실내악
- 현악 4중주를 위한 '자장가'(Lullaby)(1919)

### 피아노
- 3개의 전주곡(Three Preludes)(1926)

### 노래
- 아이 갓 리듬(I got rhythm)(1930)

### 오페라
- 포기와 베스 (Porgy and Bess)(1935)

### 영화음악
- 쉘 위 댄스 (Shall We Dance)(1937)
- 골드윈 시사 풍자극 (The Goldwyn Follies)(1938)

## 다른 영역에서의 쓰임
- 그의 피아노 협주곡 F 장조는 대한민국의 피겨스케이팅 선수 김연아의 2009-10 시즌 프리스케이팅곡으로 잘 알려져 있다.